# ディーオス
ディーオス（古希: Δῖος, Dīos）は、ギリシア神話の人物である。長母音を省略してディオスとも表記される。主に、
- メラニッペーの夫
- プリアモスの子
- アムピマコスの子

などが知られている。以下に説明する。

## メラニッペーの夫
このディーオスは、南イタリアのメタポンティオンの王である。海神ポセイドーンとの間にボイオートスとアイオロスを生んだメラニッペーの夫。一般的にメラニッペーはメタポントス（『アイネイアース』におけるメタボス）と結婚するが、ストラボンはサモスのアシオスやメタポンティオンの英雄廟の碑文ではディーオスとなっていたことを報告している。

## プリアモスの子
このディーオスは、トロイアの王プリアモスの子の1人である。アポロドーロスのリストには含まれていない。メーストール、トローイロス、ヘクトールが戦死したため、他の8人の兄弟ヘレノス、パリス、アガトーン、パムモーン、アンティポノス、ポリーテース、デーイポボス、ヒッポトオスともどもプリアモスから叱責された。

## アムピマコスの子
このディーオスは、エーリス地方の王アムピマコスの子である。父アムピマコスはトロイア戦争でエーリス勢を率いて戦った4人の武将の1人ポリュクセノスの子であり、したがってディーオスは太陽神ヘーリオスの子とされるアウゲイアース王の子孫にあたる。
パウサニアースによるとディーオス王の時代にヘーラクレイダイの帰還が起こった。ディーオスはヘーラクレイダイの武力を背景としたオクシュロスから無血で王権の譲渡を要求されたが、ディーオスはこれに反発した。しかし戦争を回避するため、エーリスの王権を賭けた代表者による一騎討ちを提案した。この戦いにディーオス王は弓に長けたエーリス人デグメノスを選び、オクシュロスは投石に長けたアイトーリア人ピューライクメースを選んだ。戦いはピューライクメースが勝利し、オクシュロスがエーリス地方を手に入れたが、ディーオスはエーリス地方で特権を持つことが認められた。

## その他の人物
- アポローンの子で、メンテーの父[10][11]。
- アンタースの子で、アンテドーンの父[12]。
- パンドーロスの子[13]。